# Hongyan Genlyon
Le Hongyan Genlyon est un véhicule lourd, camion porteur et tracteur de semi-remorques fabriqué par le constructeur chinois Hongyan filiale de SAIC Iveco.
Lancé le 20 mars 2009, il est le premier fruit de la collaboration entre Iveco et Saic dans le domaine des poids lourds. Les deux marques collaborent depuis 1986 dans la société commune NAVECO pour la production en Chine de l'IVECO Daily.
Ce véhicule haut de gamme couvre la tranche lourde de transport de 20 à 49 tonnes, conformément au code de la route en vigueur en Chine.
Équipé des moteurs Cursor 9, de la gamme Fiat Powertrain Technologies, ils sont à l'image de leurs homologues européens puissants et fiables, conçus pour garantir non seulement d'excellentes performances, mais aussi des coûts d'exploitation réduits, un confort de conduite de haut niveau et une flexibilité hors pair.  
Décliné en version 4x2 et 6x4, c'est un camion de ligne par vocation, en version porteur comme tracteur. 

## Le nouveau Genlyon en synthèse
Le marché des véhicules lourds est stratégique en Chine et la technologie italienne y fait une entrée remarquée. 
Le Genlyon est fabriqué dans la nouvelle usine conçue par Iveco à Chongqing. La cabine a été étudiée en soufflerie à Turin, dispose des lignes aérodynamiques de l'IVECO Stralis. La chaine cinématique est typiquement Iveco.
Le moteur Cursor homologué Euro 5, a passé haut la main l'homologation en vigueur en Chine qui est Euro 3. Très prochainement, la Chine adoptera les mêmes normes restrictives en vigueur en Europe. Il dispose d'une cilyndrée de 9 litres, développe suivant les versions 270 à 400 cv et est produit localement.
La gamme Genlyon est destinée à s'élargir progressivement, offre déjà plus de 800 combinaisons différentes.
Le Genlyon a remporté le prix de la meilleure consommation dans le cadre du concours « International Truck Fuel Saving » organisé par le Ministère des Transports chinois.